# Premijer odbojkaška liga BiH
Premijer odbojkaška liga BiH je najjače odbojkaško natjecanje za muškarce u Bosni i Hercegovini koju organizira Odbojkaški savez BiH. Sastoji se od 10 klubova. 
Premijer liga postoji od 2002. godine.

## Klubovi u sezoni 2016./17.
- OK Mladost Brčko
- MOK Jedinstvo Brčko
- OK Kakanj
- MOK Gacko
- MOK Radnik Bijeljina
- HOK Domaljevac
- OK Gradina-Herceg Srebrenik
- OK Bosna Sarajevo
- OK Borac Banja Luka
- OK Maglić Foča

## Dosadašnji pobjednici
- 2001./02. - OK Napredak Odžak
- 2002./03. - OK Kakanj
- 2003./04. - OK Kakanj
- 2004./05. - OK Kakanj
- 2005./06. - OK Kakanj
- 2006./07. - OK Napredak Odžak
- 2007./08. - OK Kakanj
- 2008./09. - OK Kakanj
- 2009./10. - OK Kakanj
- 2010./11. - OK Kakanj
- 2011./12. - OK Kakanj
- 2012./13. - OK Kakanj
- 2013./14. - MOK Mladost Brčko
- 2014./15. - MOK Mladost Brčko
- 2015./16. - MOK Mladost Brčko
- 2016./17. -

## Vanjske poveznice
- Odbojkaški savez Bosne i Hercegovine